# 진달래화채
진달래화채는 진달래 꽃잎과 녹말가루를 이용해 만드는 화채의 일종이다.
수박화채가 여름에 마시는 음료라면 진달래화채는 삼짇날에 먹는 봄철 음료이다. 진달래 꽃잎에 녹말가루를 묻혀서 끓는 물에 살짝 데친다. 설탕이나 꿀을 더해 달게 만든 오미자즙에 진달래 꽃잎을 위에 띄워 낸다.

## 같이 보기
- 화채
- 화전